# Creissels
Creissels é uma comuna francesa na região administrativa de Occitânia, no departamento de Aveyron. Estende-se por uma área de 28,19 km². Em 2010 a comuna tinha 1 638 habitantes (densidade: 58,1 hab./km²).